# Tavascán
Tavascán (oficialmente en catalán Tavascan) es una localidad perteneciente al municipio de Lladorre, en la provincia de Lérida, comunidad autónoma de Cataluña, España. En 2018 contaba con 114 habitantes.

## Geografía humana

### Demografía
| Gráfica de evolución demográfica de Tabescan entre 1842 y 1877 |
| |
| Población de derecho según los censos de población del INE Población de hecho según los censos de población del INEEntre el censo de 1857 y el anterior, crece el término del municipio porque incorpora a 25123 (Lladorre), 255067 (Boldis de Dat y Bayx), 255213 (Lleret) Entre el censo de 1887 y el anterior, este municipio desaparece porque cambia de nombre y aparece como el municipio 25123 (Lladorre) |